# The Enemy Within (serie de televisión)
The Enemy Within es una serie de televisión de drama estadounidense que se estrenó en NBC el 25 de febrero de 2019 y finalizó el 20 de mayo de 2019.

## Sinopsis
En 2015, Erica Shepherd es la Subdirectora de Operaciones de la CIA. Cuando el maestro terrorista ruso Mikhail Vassily Tal amenaza a su hija Hannah, Erica se ve obligada a revelar los nombres de cuatro agentes: Steven Haibach, Brian Lanich, Desiree Villareal y Laine Heffron. Los agentes son asesinados, y Erica es arrestada por el agente del FBI Will Keaton y sentenciada a 15 cadenas perpetuas consecutivas sin posibilidad de libertad condicional. Tres años después, Tal ataca de nuevo, y Keaton recibe la orden de sacar a Erica de ADX Florence para unirse a la caza de Tal y su creciente red de espías.

## Elenco

### Principal
- Jennifer Carpenter como Erica J. Shepherd, una brillante descifradora de códigos y ex Subdirectora de Operaciones de la CIA, condenada a cadena perpetua por espionaje y traición. Es reclutada por Will Keaton para detener al terrorista Mikhail Tal.
- Morris Chestnut como Will Keaton, el agente especial del FBI a cargo de la caza de Mikhail Tal, y una estrella en ascenso en la División de Contrainteligencia del FBI. El agente que arrestó a Shepherd, a regañadientes le pide ayuda con la esperanza de vengar a su prometida Laine.
- Raza Jaffrey como Daniel Zain, un interrogador del FBI y el confidente de Keaton.
- Kelli Garner como Kate Ryan, una analista técnica con la División Cibernética del FBI.
- Cassandra Freeman como Jaquelyn Pettigrew, una instructora de entrenamiento en la Academia del FBI.
- Noah Mills como Jason Bragg, un agente del FBI y antiguo Ranger del Ejército.

### Recurrente
- Lev Gorn como Mikhail Vassily Tal, un exagente de la SVR ruso y el escurridizo cerebro detrás de una serie de ataques terroristas contra los Estados Unidos con una red de operativos ocultos. Hasta "Decodificado", sólo se oye su voz (proporcionada por Alex Feldman, no acreditado).
- Coral Peña como Anna Cruz, una analista junior de la CIA que trabaja como topo para Tal.
- James Carpinello como Anthony Cabrera, el nuevo Subdirector de Operaciones de la CIA.
- Sophia Gennusa como Hannah Shepherd, la hija de Erica.
- Noah Bean como Christopher Shepherd, el esposo de Erica.

### Invitados
- John Finn como Richard Bregman, el Subdirector de Contrainteligencia del FBI y el superior de Keaton.
- Florencia Lozano como Elizabeth Cordova, la Subdirectora de Inteligencia Nacional.
- Kathleen McNenny como Grace Molinero, la Directora Adjunta de la Oficina Federal de Investigaciones.
- Pawel Szajda como Victor Nemec, uno de los principales tenientes de Tal, responsable de la muerte de Steven Haibach y Desiree Villareal. Más tarde fue asesinado por Anna Cruz, quien hizo que pareciera un suicidio.
- Chelsea Watts como Laine Heffron, una agente de la CIA y la prometida de Keaton, muerta en un accidente de avión organizado por Tal.
- Robert Gossett como Thomas Heffron, el padre de Laine.
- Ana Kayne como Carla Mendoza, la mejor teniente y confidente de Tal.
- Michael Braun como el Dr. Alan Novak, un médico de la organización de Tal.
- Dale Pavinsky como Alexander Chigorin, El teniente principal de Tal, responsable del accidente aéreo que mató a Laine Heffron y se lanzó en paracaídas a un lugar seguro. Tal lo reclutó cuando era sólo un adolescente.

## Episodios
| N.º | Título                  | Dirigido por    | Escrito por                       | Fecha de emisión original | Audiencia (millones) |
| --- | ----------------------- | --------------- | --------------------------------- | ------------------------- | -------------------- |
| 1 | «Pilot»                 | Mark Pellington | Ken Woodruff                      | 25 de febrero de 2019     | 5.76                 |
| En 2015, la subdirectora de operaciones de la CIA, Erica Shepherd, es arrestada por el agente del FBI Will Keaton tras la muerte de cuatro de sus agentes, incluida la prometida de Keaton, y condenada por ayudar al terrorista Mikhail Tal. Tres años después, Tal orquesta otro ataque, y Keaton recibe la orden de reclutar a la encarcelada Shepherd en su equipo, incluyendo a los agentes del FBI Daniel Zain, Kate Ryan y Jason Bragg. Las habilidades deductivas de Shepherd y su conocimiento del oficio llevan al equipo a Víctor Nemec, uno de los operativos de Tal que ha secuestrado a la analista de la CIA Anna Cruz. Shepherd escapa de la custodia para ver a su hija y es recapturada, mientras Keaton arresta a Nemec y rescata a Cruz. Shepherd le dice a Keaton la verdad sobre su elección traicionera: en un flashback, recibe una llamada de Tal, quien la obliga a renunciar a sus agentes amenazando la vida de su hija. Shepherd revela que Tal tiene miles de espías altamente entrenados en los Estados Unidos. Cruz recibe una llamada de Tal, revelándose como su topo. |                         |                 |                                   |                           |                      |
| 2 | «Black Bear»            | Charles Beeson  | Ken Woodruff                      | 4 de marzo de 2019        | 5.32                 |
| 3 | «The Ambassador's Wife» | Richard Lewis   | David Appelbaum                   | 11 de marzo de 2019       | 5.05                 |
| 4 | «Confessions»           | David Boyd      | Jason Wilborn                     | 18 de marzo de 2019       | 4.34                 |
| 5 | «Havana»                | Martha Mitchell | Andi Bushell                      | 25 de marzo de 2019       | 5.10                 |
| 6 | «Eye of Horus»          | Ben Bray        | Tony Camerino                     | 1 de abril de 2019        | 4.38                 |
| 7 | «Decoded»               | Melanie Mayron  | Matt Corman y Chris Ord           | 8 de abril de 2019        | 4.11                 |
| 8 | «An Offer»              | Jono Oliver     | Ken Woodruff                      | 15 de abril de 2019       | 3.89                 |
| 9 | «Homecoming»            | Lily Mariye     | David Appelbaum y Erin Donovan    | 22 de abril de 2019       | 3.91                 |
| 10 | «Chigorin»              | David Tuttman   | Andi Bushell y Aireka Muse        | 29 de abril de 2019       | 3.68                 |
| 11 | «The Embassy»           | Marisol Adler   | Mellori Velasquez y Jason Wilborn | 6 de mayo de 2019         | 3.74                 |
| 12 | «Sequestered»           | Andrew McCarthy | Matt Corman y Chris Ord           | 13 de mayo de 2019        | 3.67                 |
| 13 | «Sierra Maestra»        | Steve Shill     | Ken Woodruff                      | 20 de mayo de 2019        | 4.27                 |

## Producción

### Desarrollo
El 22 de enero de 2018, se anunció que NBC había dado a producir un episodio piloto. El piloto fue escrito por Ken Woodruff quien también debía producir junto con Vernon Sanders. Las compañías de producción que participaron en el proyecto piloto incluirían a Universal Television. El 16 de febrero de 2018, se informó que Mark Pellington dirigiría el episodio piloto. El 7 de mayo de 2018, se anunció que NBC había dado orden a la producción de la serie. También se informó que Pellington actuaría como productor ejecutivo de la serie. Pocos días después, se anunció que la serie se estrenaría como reemplazo de mitad de temporada en la primavera de 2019. El 18 de diciembre de 2018, se anunció que la serie se estrenaría el 25 de febrero de 2019 y se emitiría semanalmente los lunes a las 10 p. m.

### Casting
En febrero de 2018, se anunció que Raza Jaffrey, Jennifer Carpenter, y Morris Chestnut habían sido elegidos como protagonistas del piloto. En marzo de 2018, se informó que Cassandra Freeman y Kelli Garner se habían unido al elenco principal. El 28 de junio de 2018, se anunció que Noah Mills había sido elegido en un papel regular de la serie. En diciembre de 2018, se informó que Coral Peña y Robert Gossett aparecerían con papeles recurrentes.

### Rodaje
En octubre de 2018, el rodaje de la serie tuvo lugar en el Colegio de la Comunidad de Bergen en el Condado de Bergen en Nueva Jersey. Las escenas también se filman en escenarios de sonido instalados en el Meadowlands Arena, antiguo hogar de New Jersey Nets de East Rutherford.

## Lanzamiento

### Distribución
En España, se estrenará el 8 de abril de 2019 en Calle 13. En Latinoamérica, se estrenará el 14 de junio de 2019 en la App de Fox Premium y en Fox Premium Series.

## Recepción

### Críticas
En Rotten Tomatoes la serie tiene un índice de aprobación del 43%, basado en 14 reseñas, con una calificación promedio de 5.33/10. El consenso crítico del sitio dice, «A pesar de ser una serie con actuaciones estelares, dirigidas por la capaz Jennifer Carpenter, The Enemy Within se tropieza con una narrativa excesivamente formulista que no logra producir ninguna chispa real.» En Metacritic, tiene puntaje promedio ponderado de 55 sobre 100, basada en 10 reseñas, lo que indica «criticas mixtas o medias».

### Audiencias
| N.º | Título                  | Fecha de emisión      | ÍA/CP (18–49) | Audiencia (millones) | DVR (18–49) | Audiencia DVR (millones) | Total (18–49) | Audiencia total (millones) |
| --- | ----------------------- | --------------------- | ------------- | -------------------- | ----------- | ------------------------ | ------------- | -------------------------- |
| 1   | «Pilot»                 | 25 de febrero de 2019 | 1.2/6         | 5.76                 | 0.6         | 2.86                     | 1.7           | 8.95                       |
| 2   | «Black Bear»            | 4 de marzo de 2019    | 0.9/4         | 5.32                 | 0.7         | 3.11                     | 1.6           | 8.43                       |
| 3   | «The Ambassador's Wife» | 11 de marzo de 2019   | 0.9/4         | 5.05                 | 0.7         | 2.99                     | 1.6           | 8.05                       |
| 4   | «Confessions»           | 18 de marzo de 2019   | 0.8/4         | 4.34                 | 0.6         | 3.22                     | 1.4           | 7.56                       |
| 5   | «Havana»                | 25 de marzo de 2019   | 0.8/4         | 5.10                 | 0.6         | 2.81                     | 1.4           | 7.91                       |
| 6   | «Eye of Horus»          | 1 de abril de 2019    | 0.8/4         | 4.38                 | 0.6         | 2.91                     | 1.4           | 7.30                       |
| 7   | «Decoded»               | 8 de abril de 2019    | 0.6/3         | 4.11                 | 0.6         | 2.86                     | 1.2           | 6.97                       |
| 8   | «An Offer»              | 15 de abril de 2019   | 0.6/3         | 3.89                 | 0.5         | 2.89                     | 1.1           | 6.58                       |
| 9   | «Homecoming»            | 22 de abril de 2019   | 0.6/3         | 3.91                 | 0.5         | 2.69                     | 1.1           | 6.60                       |
| 10  | «Chigorin»              | 29 de abril de 2019   | 0.6/3         | 3.68                 | 0.6         | 2.67                     | 1.2           | 6.35                       |
| 11  | «The Embassy»           | 6 de mayo de 2019     | 0.6/3         | 3.74                 | —           | —                        | —             | —                          |
| 12  | «Sequestered»           | 13 de mayo de 2019    | 0.6/3         | 3.67                 | —           | —                        | —             | —                          |
| 13  | «Sierra Maestra»        | 20 de mayo de 2019    | 0.6/3         | 4.27                 | —           | —                        | —             | —                          |